# Birra Korça
Birra Korça est une société brassicole fondée à Korçë, en Albanie, en 1928. La société est filiale du groupe IHB depuis 2004. C'est le troisième producteur de bière d'Albanie.

## Histoire

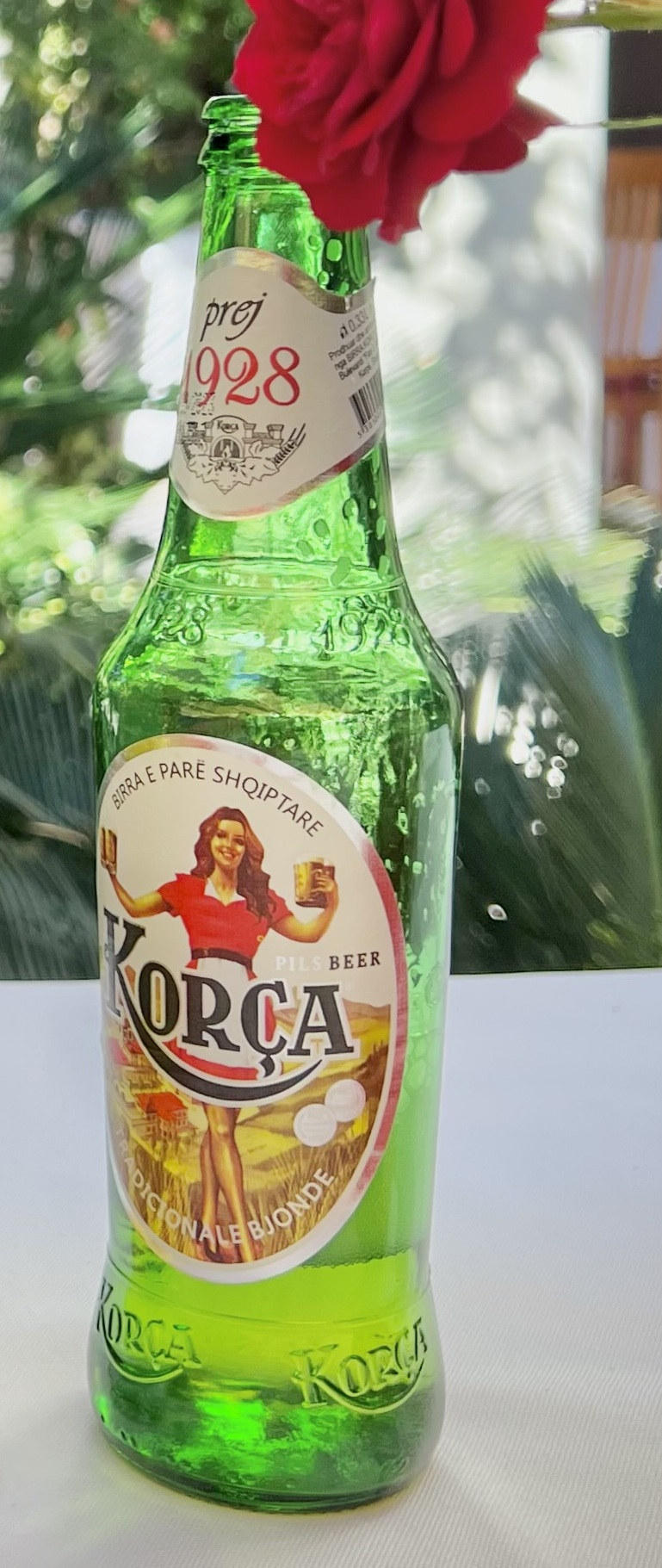
Une Korça blonde.

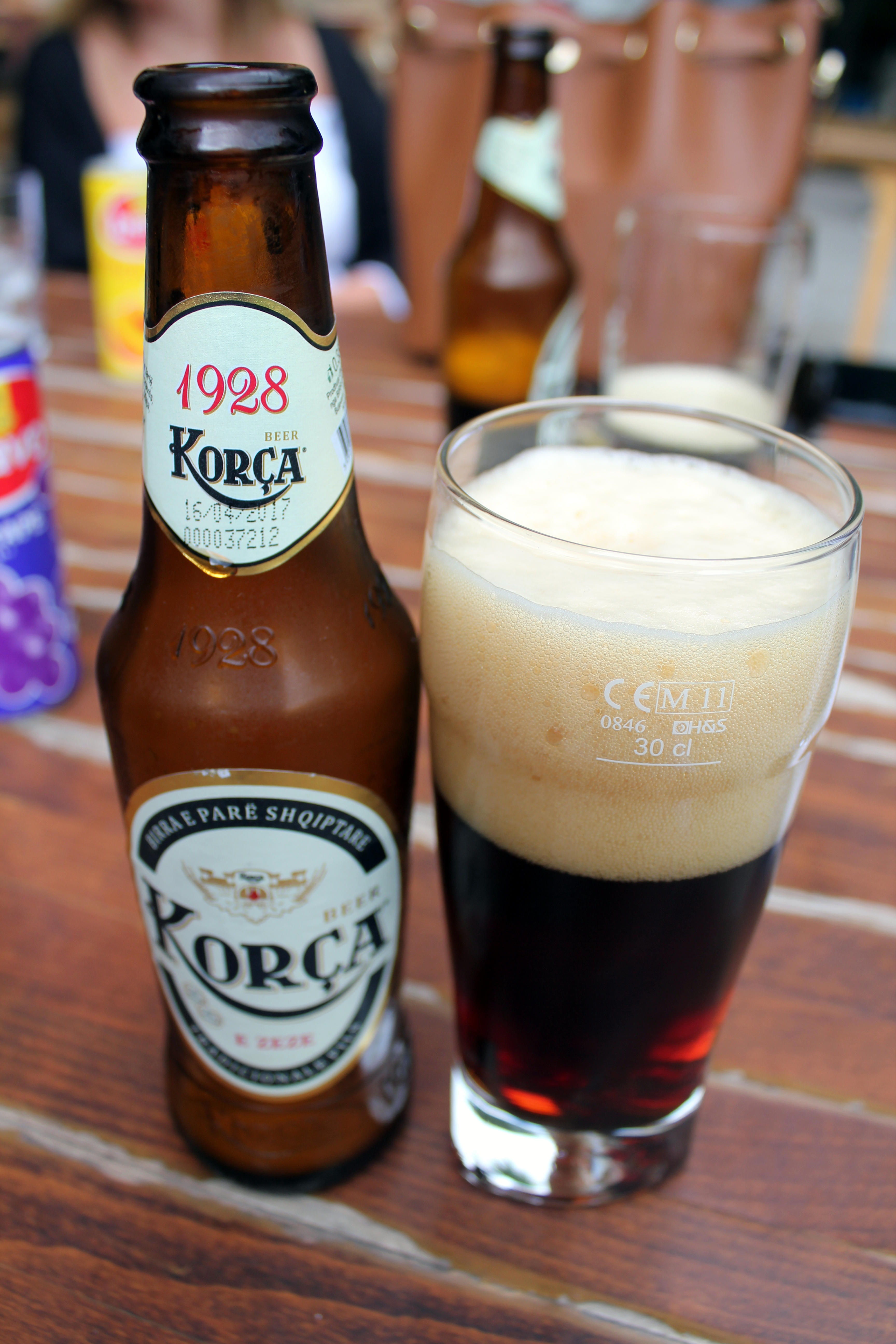
Korça brune.

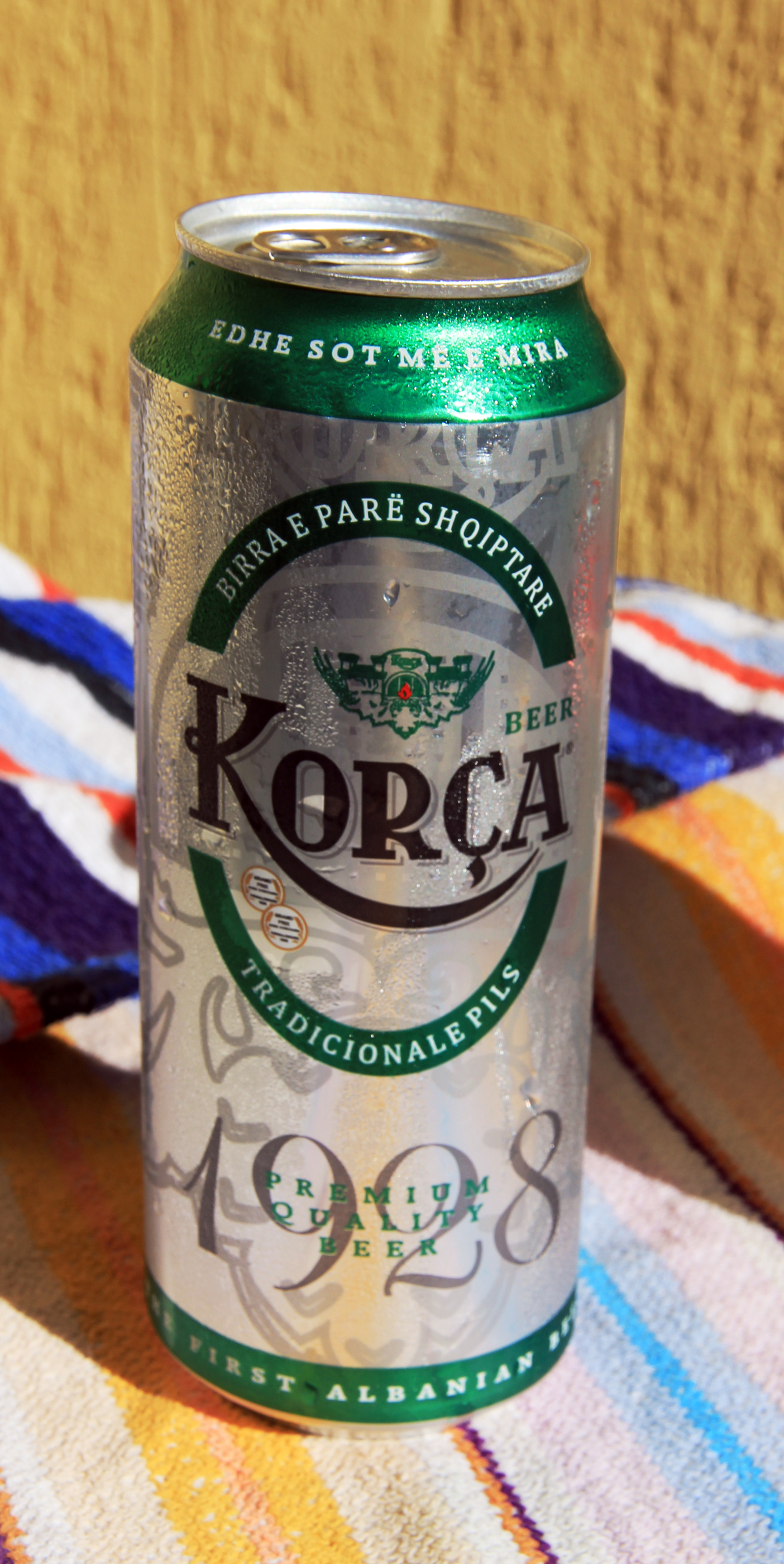
Korça blonde en cannette.

Birra Korça est la première bière brassée en Albanie. La brasserie est créée en 1928 dans la ville de Korçë, en Albanie. Elle est fondée par un investisseur italien, Umberto Umberti, et Selim Mboria, un investisseur local. Le capital initial de l'entreprise était de 950 000 francs-or. La capacité de production initiale était de 20 000 hectolitres par an. Elle produisait de la bière Blonde Ale, de la bière brune, de l'eau en bouteille « Kristal » et de la glace.
Après la fin de la Seconde Guerre mondiale et avec l'instauration du régime communiste en Albanie le 11 janvier 1946, la brasserie devient propriété de l'État albanais, selon les lois de l'époque. Plusieurs reconstructions et rénovations sont réalisées dans les années 1955, 1957 et 1965 et la production fut progressivement augmentée. En avril 1994, à la suite du changement du climat politique, ainsi qu'au ralentissement économique, aux troubles politiques et sociaux, suivis par la libéralisation du marché, la brasserie en Albanie est vendue aux enchères et rachetée par un groupe d'hommes d'affaires[réf. nécessaire]
En 2004, la brasserie est rachetée par l'homme d'affaires Irfan Hysenbelliu (en), président de « Birra Korça LLC ». Peu de temps après, un investissement de 15 millions d'euros (€) est réalisé pour rénover l'usine. Depuis, la brasserie a subi une profonde reconstruction technologique et architecturale. Le design traditionnel est préservé en ajoutant de nouveaux éléments du même style, Utilisant les dernières technologies tchèques et italiennes, elle brasse 120 000 hectolitres de bière par an, soit dix fois la production de l'ancienne brasserie. L'eau provient des sources naturelles de la montagne Morava (de). Birra Korca organise chaque année une fête de la bière au mois d'août, la plus grande de la région.